# Adam Ben Ezra
Adam Ben Ezra (* 18. prosince 1982) je izraelský jazzový kontrabasista, multiinstrumentalista a hudební skladatel. Narodil se v Tel Avivu a hudbě se začal věnovat již v dětství. Prvním nástrojem, na který začal hrát, byly housle. Později se přes kytaru a klavír dostal k baskytaře a následně ke kontrabasu. První úspěchy se mu dostaly poté, co umístil několik svých videí z koncertů na server YouTube. Své první EP Adam Ben Ezra vydal roku 2013. První dlouhohrající desku, která dostala název Can't Stop Running, vydal v červenci roku 2015. V jeho triu s ním vystupují kytarista Adam Ben Amitai a perkusionista Gilad Dobrecky.

## Diskografie
- Adam Ben Ezra (2013)
- Can't Stop Running (2015)